# Metuljna krivulja (transcendentna)
Metuljna krivulja je transcendentna ravninska krivulja. Odkril jo je Temple H. Fay. Krivulja je dana s parametrično enačbo
{\displaystyle x=\sin(t)\left(e^{\cos(t)}-2\cos(4t)-\sin ^{5}\left({t \over 12}\right)\right)}
{\displaystyle y=\cos(t)\left(e^{\cos(t)}-2\cos(4t)-\sin ^{5}\left({t \over 12}\right)\right)}
ali s polarno enačbo
{\displaystyle r=e^{\sin \theta }-2\cos(4\theta )+\sin ^{5}\left({\frac {2\theta -\pi }{24}}\right)}.